# Caisse nationale d'assurance maladie (Côte d'Ivoire)
La Caisse nationale d'assurance maladie (CNAM) créée par décret le 25 juin 2014, est l'organe chargé du pilotage et la régulation de la Couverture maladie universelle (CMU) en Côte d'Ivoire.
La CNAM délègue donc une partie de ses fonctions au Organismes de gestion déléguée (OGD) qui sont des structures ayant une expertise dans la gestion des risques sociaux (Caisse nationale de prévoyance sociale, Caisse générale de retraite des agents de l'État, Mutuelles, Assurances commerciales, Gestionnaires de portefeuille maladie…)

## Historique et création
Pour assurer la mise en œuvre de la Couverture maladie universelle, le législateur crée une institution de prévoyance sociale chargée de gérer et de réguler le système de la CMU. Cette institution qui est la Caisse nationale d’assurance maladie (CNAM), créée par le décret le du 25 juin 2014.  La CNAM est la première institution de prévoyance sociale ouverte à toute la population, et c’est également la première fois qu’une institution de prévoyance sociale est créée sans hériter d’un dispositif préexistant.  

## Mission
Les principales missions de la Caisse nationale d’assurance maladie (CNAM) sont de : assurer le recouvrement des cotisations et les services de prestations afférents aux deux régimes de la CMU, gerer les fonds collectés au titre des régimes du système de Couverture maladie universelle, assurer le pilotage des opérations d'enrôlement à la CMU,,.  

## Objectif
L'objectif de la CNAM est de garantir l’accès à des soins de santé de qualité à l’ensemble de la population résidant en Côte d’Ivoire (nationaux et non nationaux) dans des conditions financières soutenables et accessibles),,. 

## Fonctionnement
La Caisse nationale d’assurance maladie (CNAM) est administrée par un conseil d’administration et dirigée par un direction générale. Le conseil d'administration est composé de douze membres. Les administrateurs sont pour la majorité des représentants des ministères et sont choisis selon leur compétence et leur probité. La direction générale est assurer par un directeur général nommé par le conseil d'administration. 